# 达维埃尔府邸

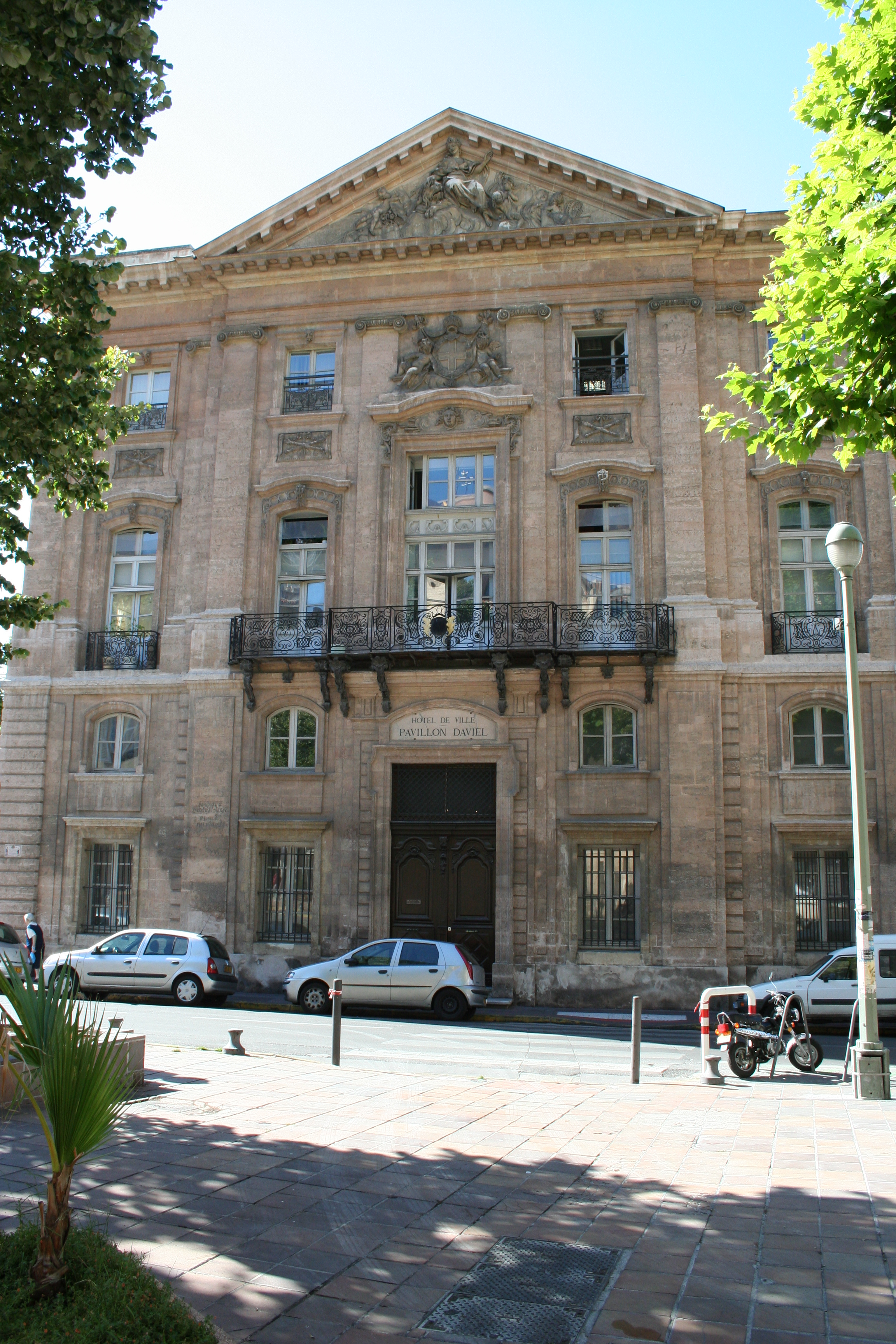

达维埃尔府邸（Hôtel Daviel）是法国普罗旺斯-阿尔卑斯-蓝色海岸大区罗讷河口省马赛的一座历史建筑，位于马赛第二区，由真福吉拉德（frères Gérard）建于1743-1747年。它得名于外科和眼科医生雅克·达维埃尔（Jacques Daviel），他在1720年马赛瘟疫期间前往马赛。
1945年1月12日，该建筑的立面和屋顶列为法国历史遗迹。